# Teretrius peruanus
Teretrius peruanus är en skalbaggsart som beskrevs av Wilhelm Ferdinand Erichson 1847. Teretrius peruanus ingår i släktet Teretrius och familjen stumpbaggar. Inga underarter finns listade i Catalogue of Life.